# Kontakt (film, 1997)
Kontakt (anglicky Contact) je vědecko-fantastický film z roku 1997. Jde o adaptaci knihy Kontakt amerického astronoma a popularizátora vědy Carla Sagana. Režie se ujal Robert Zemeckis (režíroval mj. film Forrest Gump). Scénář k filmu napsali Carl Sagan a jeho žena Ann Druyan. Hlavní roli Dr. Eleanor „Ellie“ Arrowayové, vědkyně SETI hledající mimozemský život, hraje Jodie Fosterová.

## Obsazení
| Jodie Fosterová     | Dr. Eleanor „Ellie“ Arrowayová, vědkyně programu SETI, zachytí první kontakt mimozemské civilizace.                                                             |
| Matthew McConaughey | Palmer Joss, křesťanský filosof. |
| James Woods         | Michael Kitz, bezpečnostní poradce prezidenta, později vede Kongresem stanovené vyšetřování významu projektu.                                                   |
| Tom Skerritt        | David Drumlin, ředitel NSF, vědecký poradce prezidenta. |
| William Fichtner    | Kent Clark, nevidomý vědec programu SETI, asistuje Eleanor při jejích výzkumech. Postava byla založena na osobě Kenta Cullerse, skutečného vědce programu SETI. |
| John Hurt           | S. R. Hadden, miliardář, jenž poskytl Eleanor (nejen) finanční podporu projektu.                                                                                |
| Angela Bassettová   | Rachel Constantine, vedoucí kanceláře prezidenta USA Billa Clintona.                                                                                            |
| David Morse         | Theodore Arroway, otec Eleanor, jenž ji odmalička podporuje v jejím koníčku, radioamatérství.                                                                   |
| Jake Busey          | Joseph, náboženský fanatik. |
| Rob Lowe            | Richard Rank, vůdce křesťanské Konzervativní koalice. |
| Geoffrey Blake      | Fisher, vědec programu SETI. |
| Max Martini         | Willie, vědec programu SETI. |

## Děj
Theodore Arroway žije sám s malou dcerou Elleanorou (Ellie), jejíž matka zemřela při porodu. Podporuje svou dceru v jejím koníčku – radioamatérství a astronomii. Otec Ellie umírá, když je jí devět let. Elleanor přetavila své zájmy až do profese vědkyně programu SETI – vyhledávání mimozemských inteligencí (anglicky Search for Extraterrestrial Intelligence) a pracuje na observatoři Arecibo v Portoriku. Poslouchá rádiové signály a doufá, že zachytí vysílání mimozemské civilizace. Vládní vědecký pracovník David Drumlin utne projektu SETI finanční podporu, je přesvědčen o jeho zbytečnosti. Arrowayová se nehodlá vzdát, po mnoha pokusech přesvědčí jistého multimiliardáře S. R. Haddena, jenž poskytne projektu finanční grant. Eleanor se přesune do Nového Mexika na observatoř Very Large Array (VLA).

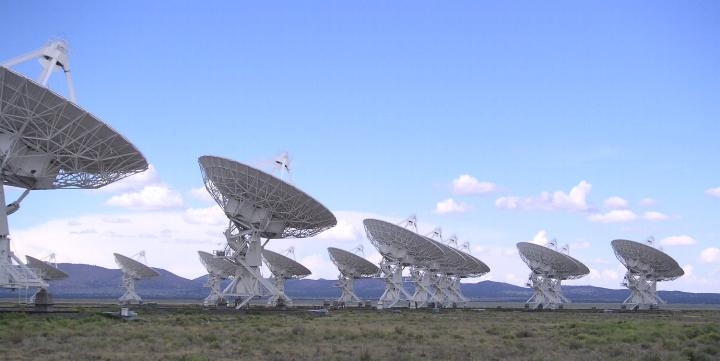
Antény Very Large Array v Novém Mexiku, USA.

O 4 roky později se Drumlin chystá definitivně ukončit projekt SETI, naštěstí pro Arrowayouvou se jí podaří zachytit silný signál ze souhvězdí Lyry (z hvězdy Vega), jenž nese mimo sérii prvočísel i vedlejší televizní signál – projev Adolfa Hitlera během zahajovacího ceremoniálu Letních olympijských her v roce 1936 v Německu. Ellie a její tým soudí, že šlo o první silný televizní signál, který se dostal za hranice zemské atmosféry a byl zachycen na Veze (vzdálené 25 světelných let) a přeposlán zpět. O objev se okamžitě začne zajímat kromě Drumlina (který se bude nadále snažit převést veškeré zásluhy na svou osobu) i národní bezpečnostní poradce Michael Kitz.
Objev je potvrzen ostatními radioobservatořemi a stane se celosvětovým tématem číslo jedna. Zjistí se, že depeše obsahuje přes 60 000 stran zakódovaného textu, který není schopen nikdo rozluštit. Podaří se to až Haddenovi, jenž Ellie vysvětlí, že je třeba na text uplatnit třetí rozměr a poukáže na úvod zprávy, který obsahuje popis základů matematiky, fyziky a chemie (podobný skutečnému jazyku Lincos). Zašifrovaná zpráva obsahuje technický popis složitého dopravního prostředku, brány na způsob teleportu, jenž vytváří elektromagnetické pole uvnitř tří rotujících prstenců.
Vznikne světový fond na pokrytí nákladů na výstavbu zařízení podle mimozemských plánů. Veřejnost je rozdělena, jedni výstavbu podporují, druzí (zejména věřící) ji odsuzují. Někteří náboženští fanatikové se domnívají, že výstavbou brány člověk překračuje své místo, které mu bylo určeno bohem. A právě jeden z fanatiků nakonec překazí test startu lidského vyslance do vesmíru, když se v přestrojení dostane k zařízení a odpálí bombu, při níž je brána zcela zničena a zahyne několik lidí včetně Drumlina, který byl předtím vybrán pro let. Drumlin totiž vytěžil ze situace, kdy křesťanský filozof Palmer zhatil šanci Eleanor Arrowayové, která byla do té doby žhavou kandidátkou. Palmer se jí před komisí záměrně zeptal, zda věří v Boha, i když předem věděl odpověď. Arrowayovou to hluboce zasáhne. Nemůže uvěřit, že ji zradil člověk, který jí tvrdil, že mu na ní záleží (navíc k němu cítila náklonnost). Zachovala si však tvář a před komisí uvedla, že v Boha nevěří, neboť jako vědec potřebuje důkazy. Komise zastupující majoritu věřících volila jinak, z odstavení Arrowayové sobecky profitoval její nadřízený Drumlin, který měl od počátku tendence přivlastňovat si veškeré zásluhy.

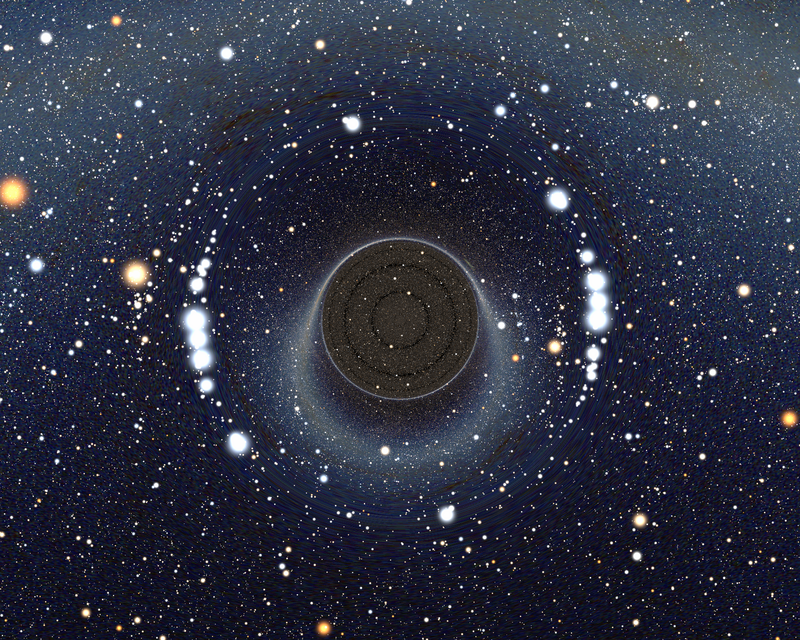
Koncepce červí díry.

Po nehodě se Ellie dozví od Haddena (pobývajícího tou dobou na ruské kosmické stanici Mir), že není ještě všem nadějím konec. Na japonském ostrově Hokkaidó bylo souběžně postaveno druhé zařízení. Ellie má být tím člověkem, který se vydá k sousedům z nedaleké hvězdy Vega. Když nadejde po několika zkouškách pravá chvíle, sedí Arrowayová v kapsli visící na jeřábu, která bude vhozena do generovaného pole mezi rotujícími prstenci. Všechny systémy fungují a Eleanor hlásí z kapsle své dojmy. Vibrace stoupají a stěny kapsle se zprůhledňují. Vedoucí projektu spustí kapsli a Ellie se ocitne mimo známý prostor v červí díře. Vnímá neuvěřitelné věci a nakonec doputuje na neznámou planetu se známkami vyspělé civilizace. Prostředí je velmi podobné pláži v Pensacole na Floridě, krajině, která jí v dětství imponovala. Blíží se k ní nezřetelná postava, ve které pozná svého mrtvého otce. Je to člen mimozemské civilizace, jenž na sebe vzal podobu jejího zesnulého otce. Ellie má spoustu otázek, ale cizinec se jim vyhne a vysvětlí jen, že jde o první krok lidí k cestám vesmírem, čímž se lidstvo připojí k ostatním rasám, které takto cestují již dlouho.
Arrowayová přemýšlí o jeho odpovědi a upadne do bezvědomí, ze kterého se probere na podlaze kapsle po přistání. Z řídícího střediska se zdálo, že kapsle nikam neodcestovala, pouze propadla polem do bezpečnostní sítě. Ellie tvrdí, že byla pryč přibližně 18 hodin, ale její nahrávací přístroje nic nezachytily, pouze šum. Michael Kitz rezignuje na funkci národního bezpečnostního poradce, aby se stal vedoucím komise zřízené k vyšetřování projektu. Kitz obviňuje Ellie ze spoluúčasti na podvodu, jímž má celý projekt být, v zákulisí všeho má stát multimiliardář Hadden. Eleanor se hájí, že všechno, co se jí událo, skutečně vnímala. Byla od počátku otevřená myšlence, že neznámá civilizace kontaktovala lidstvo s dobrými úmysly, nikoli proto, aby mu uškodila či dokonce zničila, jak se domnívali někteří skeptikové (zejména Kitz). Vedoucí kanceláře prezidenta USA Billa Clintona Rachel Constantine se baví s Kitzem o zaznamenaném šumu z kapsle, poukazuje na fakt, že je nahrávka dlouhá 18 hodin, což je ve shodě s tím, co tvrdí Arrowayová. Ta se po svém návratu dá opět dohromady s Palmerem Jossem a dostane se jí finanční podpory pro další výzkum SETI na Very Large Array.

## Témata
Kontakt často naznačuje, že kulturní konflikty mezi náboženstvím a vědou by byly vyneseny do popředí při kontaktu s mimozemšťany. Diskutovaným tématem je existence Boha, přičemž jsou zobrazeny různé názorové pozice. Palmer Joss popisuje svůj intenzivní emocionální zážitek, který označuje jako setkání s Bohem. Arrowayová na to reaguje návrhem, že „nějaká [jeho] část to potřebovala mít“ – že to byl významný osobní zážitek, ale neznamená to nic většího. Joss srovnává svou jistotu o existenci Boha s jistotou Arrowayové, že milovala svého zesnulého otce, i když to nemůže dokázat.

## Kontroverze

### Kyanid
Filmová scéna, kde vědci NASA dávají Arrowayové kyanidovou pilulku, způsobila jistou kontroverzi během produkce a po odvysílání filmu. Gerald D. Griffin, poradce NASA pro film tvrdil, že Národní úřad pro letectví a kosmonautiku nikdy astronautům nedával žádnou kyanidovou pilulku „pro všechny případy“ a pokud některý z nich hodlal ve vesmíru spáchat sebevraždu, musel by to udělat tak, že by si odřízl přívod kyslíku. Naproti tomu Carl Sagan trvá na svém stanovisku, že NASA tímto jedem vybavuje astronauty během každé kosmické mise. Režisér snímku Robert Zemeckis scénku s kyanidem ve filmu ponechal přes obě zcela odlišná tvrzení, dle něj vystihuje lépe Saganovu vizi o filmu a dotváří jej.

## Odkazy

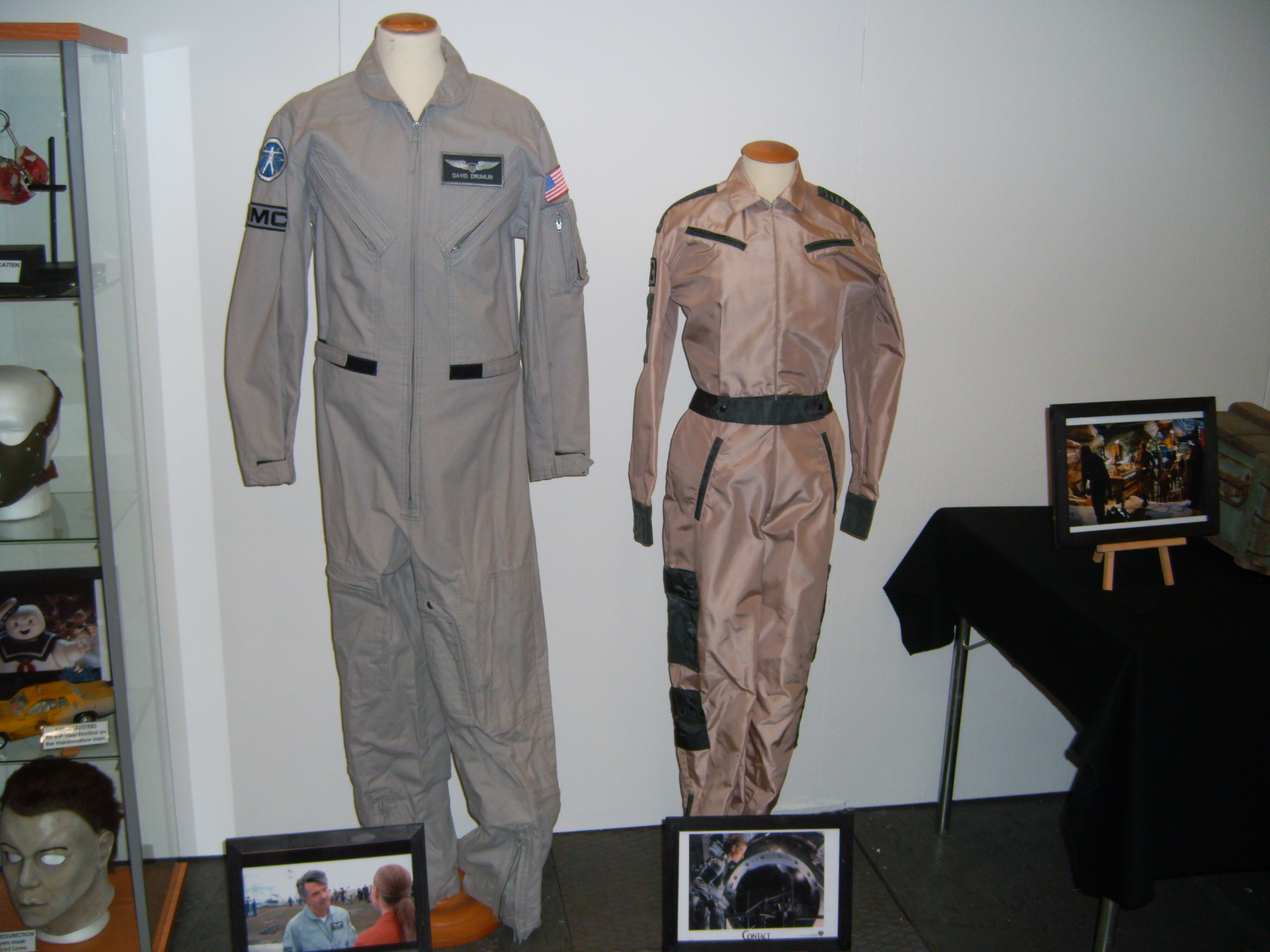
Kombinézy z filmu Kontakt (1997).